# Blattrand (Kartografie)

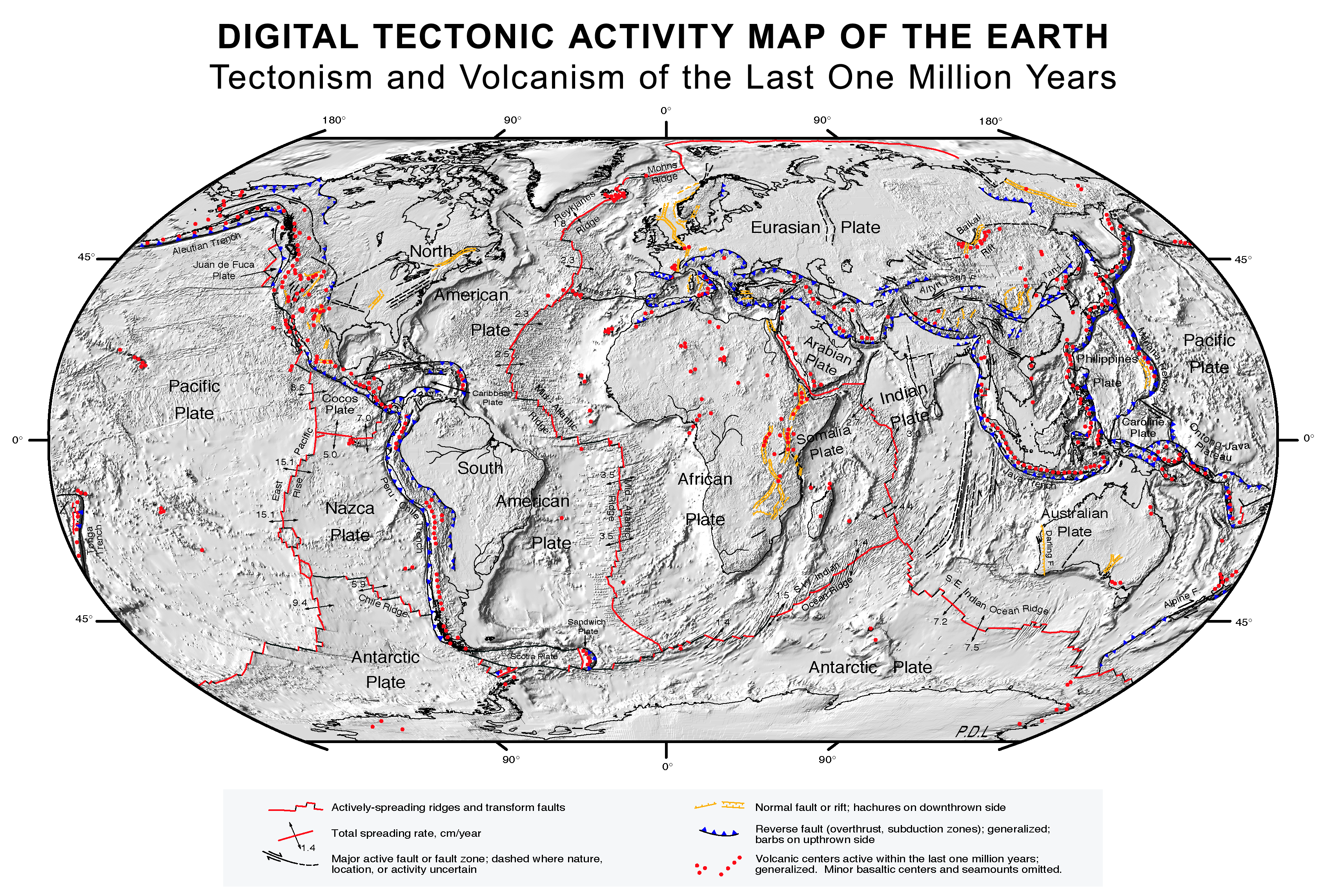
Reliefkarte mit einem Blattrand, der Titel, Legende und Herausgeber beinhaltet

Der Blattrand oder Kartenrand einer gedruckten Karte ist jener Teil einer Landkarte, der außerhalb des Kartenspiegels und des Kartenrahmens liegt. Dieser meist einige Zentimeter breite Raum wird – insbesondere am unteren Rand – verwendet, um zusätzliche Angaben unterzubringen:
- zum Herausgeber und zur Datengrundlage
- für die Legende (die verwendeten Kartenzeichen)
- zu den verschiedenen Nordrichtungen
- zum Erscheinungsjahr bzw. der Aktualität (letzte Nachführung)
- zum Copyright und dem Urheberrecht.

Siehe auch:
Kartenmaßstab, Blattschnitt